# Abelisaurus
Az Abelisaurus (jelentése 'Abel gyíkja') egy abelisaurida theropoda dinoszaurusznem, amely a késő kréta korban (a maastrichti korszakban) élt a mai Dél-Amerika területén. Két lábon járó húsevő volt, melynek hossza valószínűleg elérte a 7,4 métert, azonban mindössze egy részleges koponya alapján ismert.
A nem neve Roberto Abelre, a példány felfedezőjére és az argentin Museum of Cipolletti (a leletet őrző múzeum) egykori igazgatójára utal. A név utótagja az ógörög σαυρος / sauros ('gyík') szó. Egyetlen ismert faja, az A. comahuensis az argentin Comahue térség után kapta a nevét, melyben a fosszíliát megtalálták. A nem és a faj nevét és leírását 1985-ben két argentin őslénykutató, Jose Bonaparte és Fernando Novas alkotta meg, akik a nemet az új Abelisauridae családba helyezték el.

## Osztályozás
Időközben sok más abelisauridát fedeztek fel, köztük az Aucasaurus, a Carnotaurus és a Majungasaurus szokatlanul teljes példányait. Egyes tudósok az Abelisaurust a bazális abelisauridák közé helyezték el, a Carnotaurinae alcsaládon kívül. Mások kevésbé biztosak az elhelyezését illetően. Az abelisauridák a rokonságukba nem tartozó carcharodontosauridákéval megegyező koponyajellemzőkkel rendelkeztek, de mivel az Abelisaurus csak egyetlen koponya alapján ismert, a jövőbeli felfedezések megmutathatják, hogy ez a nem valójában egy carcharodontosaurida. Vannak azonban akik úgy vélik, hogy ez valószínűtlen.

## Anatómia

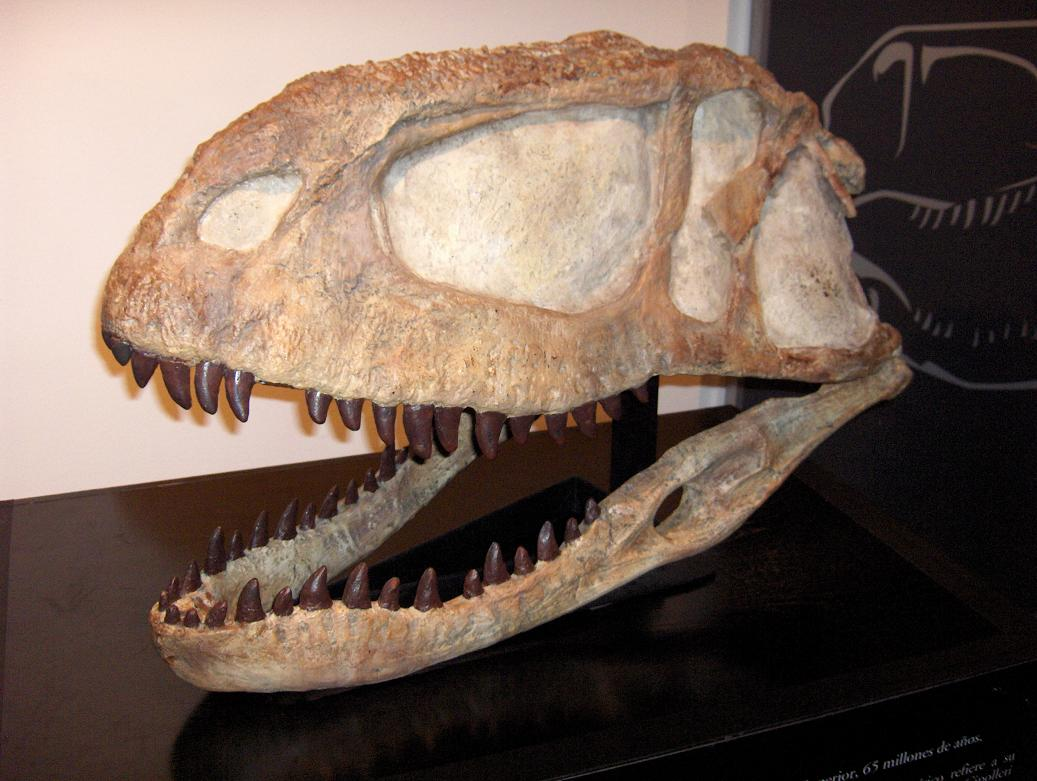
Az Abelisaurus koponyája

Az egyetlen ismert fosszilizálódott Abelisaurus koponya hiányos, főként a jobb oldalán. Emellett hiányzik a szájpadlása nagy része is. A hiányzó darabok ellenére 85 centiméter hosszú. Egyes más abelisauridákkal, például a Carnotaurusszal ellentétben nincsenek rajta csontos fejdíszek vagy szarvak, a pofán és a szemek felett levő durva redők azonban tarthattak szaruból álló fejdíszeket, amik nem konzerválódtak. Emellett a koponyán, sok más dinoszauruszéhoz hasonlóan a tömeg csökkentése érdekében igen nagy méretű nyílások (fenestrae-k) voltak.

## Felfedezés

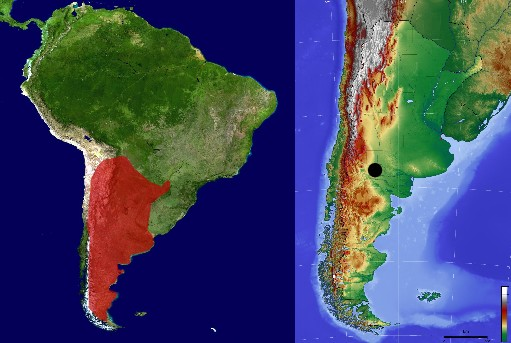
Az Abelisaurus comahuensis lelőhelyei

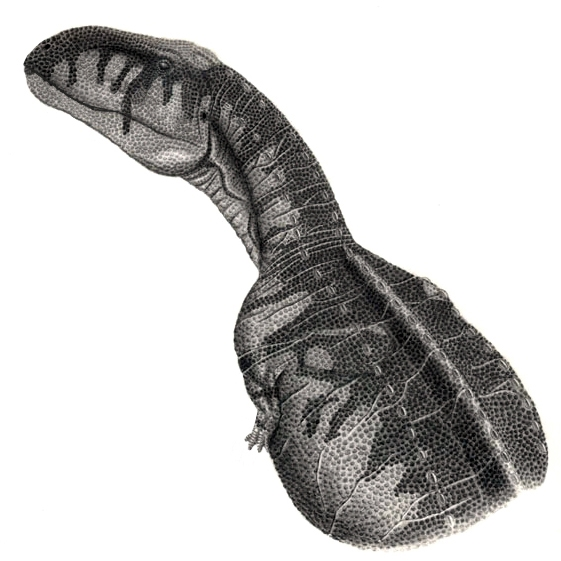
Az Abelisaurus comahuensis művészi rekonstrukciója

Az Abelisaurus a Patagóniában talált számos dinoszaurusz egyike. Eredetileg azt írták róla, hogy az Allen-formációban fedezték fel, de a további kutatások során kiderült, hogy az Anacleto-formációban (a Neuquen Csoportban) találtak rá, az argentin Rio Negro tartományban. A dél-amerikai Anacleto-formáció a késő kréta kor campaniai korszakának végéről, 83–80 millió évvel ezelőttről származik.

## Fordítás
- Ez a szócikk részben vagy egészben az Abelisaurus című angol Wikipédia-szócikk ezen változatának fordításán alapul.  Az eredeti cikk szerkesztőit annak laptörténete sorolja fel. Ez a jelzés csupán a megfogalmazás eredetét és a szerzői jogokat jelzi, nem szolgál a cikkben szereplő információk forrásmegjelöléseként.

## Külső hivatkozások
- 'Abelisaurus in The National History Museum's Dino Directory. [2007. december 9-i dátummal az eredetiből archiválva]. (Hozzáférés: 2009. június 19.)
- 'Abelisaurus comahuensis'. DinoData. (Hozzáférés: 2009. június 19.)